# Aeroporto de Gurupi
O Aeroporto de Gurupi - Comandante Jacinto Nunes (IATA: GRP, ICAO: SWGI) é o aeroporto que serve o município brasileiro de Gurupi, no estado do Tocantins. O aeroporto fica localizado no limite de município entre Gurupi e Cariri do Tocantins, sendo que a área sudoeste do pátio aeroportuário pertence ao município de Cariri do Tocantins, enquanto o terminal de passageiros e a pista de pouso e decolagem pertencem ao município de Gurupi. O acesso até o aeroporto é feito através da Avenida Antônio Nunes da Silva, estando localizado bem próximo ao Campus I da Universidade Regional de Gurupi (UNIRG).

## Infraestrutura
O Aeroporto está entre os 100 aeroportos regionais do Brasil com maior potencial de desenvolvimento. O levantamento foi divulgado durante a abertura da Airport Infra Expo & Aviation Expo em 2015.
No estudo apenas dois aeroportos tocantinenses foram considerados: Gurupi e Araguaína. Feito pela empresa de consultoria Urban Systems, o "Ranking dos Aeroportos Regionais".
A classificação foi determinada por aspectos como transporte de passageiros e cargas, varejo, educação, hospedagem, infraestrutura e localização.
Em março de 2017, Gurupi recebeu da Secretaria de Aviação Civil (SAC) da Presidência da República, um Caminhão de Combate à Incêndio de Aeródromo (CCI). A chegada do veículo dá maior segurança no aeroporto e a possibilidade em breve de operações de linhas regulares na cidade.
Na área do balizamento são 110 lâmpadas que fazem a sinalização na hora dos pousos, além disso, temos um grande estoque de lâmpadas, para evitar qualquer contra tempo e assim manter a atividade do aeroporto normal.

## Características
- Latitude: -11º 44' 36" S
- Longitude: -49º 7' 30" W
- Pista: 30 metros (98 pés) de largura por 1 700 metros (5 577 pés) de comprimento, pavimentada e sinalizada.[7]

## Voos comerciais regulares
A SETE Linhas Aéreas já operou voos comerciais na cidade em meados dos anos 2013 até 2015, as rotas ligavam Gurupi a Goiânia e ao Maranhão.
Atualmente (2019) Gurupi ainda não recebe voos comerciais por nenhuma companhia aérea.
Em fevereiro de 2019, o governador do estado do Tocantins anunciou uma medida provisória de redução do ICMS para os combustíveis da aviação, sendo eles, o Querosene e a Gasolina. Mauro Carlesse expôs a medida como uma forma de criar mais voos no estado, entre eles, a rota Gurupi-Araguaína e Gurupi-Goiânia.